# Ringwoodita
La ringwoodita és un mineral de la classe dels silicats del grup de l'olivina. Va ser descoberta l'any 1967 a partir del meteorit Tenham, que va impactar a Charters Towers, Queensland, Austràlia i va rebre el seu nom en honor del geoquímic australià Alfred E. Ringwood (1930-1993), el qual va estudiar les transicions de fase polimòrfiques dels minerals d'olivina i piroxens comuns en el mantell terrestre a pressions equivalent a profunditats d'uns 600 km.

## Característiques
La ringwoodita és un silicat de fórmula química Mg₂SiO₄. És polimorfa amb la forsterita, la qual cristal·litza en el sistema ortoròmbic, i té estructura d'espinel·la, Els minerals del grup de l'espinel·la cristal·litzen en el sistema isomètric amb un hàbit octaèdric. L'olivina és el mineral d'aquest grup més abundant en el mantell superior, per sobre dels 410 km de profunditat; es creu que dos dels seus polimorfs, la wadsleyita i la ringwoodita, predominen a la zona de transició del mantell, una zona que va dels 410 als 660 km de profunditat.
Es creu que la ringwoodita és el mineral més abundant de la part inferior de la zona de transició. El rang de pressió en el qual la ringwoodita és estable va aproximadament de 18 a 23 GPa.
A part dels elements de la seva fórmula, sol contenir impureses de titani, manganès, calci i, sobretot, de ferro. La ringwoodita natural conté generalment molt més magnesi que ferro, però pot formar una sèrie de solució sòlida sense espais buits des de pur Mg₂SiO₄ a pur Fe₂SiO₄. Aquest últim mineral ve ser descobert recentment en una mostra natural i va ser anomenat ahrensita, en honor del físic de minerals estatunidenc Thomas J. Ahrens (1936-2010).
Segons la classificació de Nickel-Strunz, la brunogeierita pertany a «9.AC - Nesosilicats sense anions addicionals; cations en coordinació octaèdrica [6]» juntament amb els següents minerals: brunogeierita, faialita, forsterita, glaucocroïta, kirschsteinita, laihunita, liebenbergita, tefroïta, monticel·lita i chesnokovita.

### Estructura cristal·lina
La ringwoodita cristal·litza en el sistema isomètric amb el grup d'espai Fd3m. A escala atòmica, el cations de magnesi i els anions silicat es troben en coordinació octaèdrica i tetraèdrica, respectivament, amb l'oxigen. Els enllaços Si-O i Mg-O tenen característiques d'enllaç covalent i també d'enllaç iònic. El paràmetre de cel·la cúbica és 8,063 Å pel Mg₂SiO₄ pur.

### Propietats físiques
Les propietats físiques de la ringwoodita són afectades per la pressió i la temperatura. El valor de la densitat calculada de la ringwoodita és 3,564 g/cm³ per Mg₂SiO₄ pur; 3,691 per la composició Fo90 típica del mantell; i 4,845 per Fe₂SiO₄ pur. És un mineral isotròpic amb un índex de refracció n = 1,768.
El color de ringwoodita varia entre els meteorits, entre diferents agregats que contenen ringwoodita, i fins i tot en un únic agregat. Els agregats de ringwoodita poden ser de tots els tons de blau, porpra, gris i verd, o no tenir color en absolut. A les mostres sintètiques, la ringwoodita pura és incolora, mentre que les mostres que contenen una fracció molar de Fe₂SiO₄ superior a 0,01 són de color blau obscur. Es creu que el color és degut a la transferència de càrrega entre cations Fe2+ i Fe3+.

## Formació i jaciments
A part del mantell, la ringwoodita ha estat trobada en molts meteorits condrítics, en els quals la ringwoodita es troba en forma de agregats policristal·lins de gra petit. En els meteorits, la ringwoodita es forma degut a l'acció del metamorfisme d'impacte en forma de vetes que tallen la matriu i substitueixen l'olivina.
Els meteorits en els quals s'ha trobat ringwoodita han estat trobats a les següents localitats: muntanyes Grove (Antàrtida Oriental) i Elephant Morraine (Terra de Victòria, Antàrtida); Pampa del Infierno (Província del Chaco, Argentina), Charters Towers Region, Queensland i Rawlinna (Austràlia Occidental); Peace River, Alberta i Catherwood, Saskatchewan, Canadà; Wanquan, Hebei, Xihe Hubei i Sixiangkou (Jiangu, Xina, Al Jabal al Gharbi (Líbia), Tata, Guelmim-Es Semara, (Marroc); Dhofar (Oman); De Baca, Harding i Rogers (Nou Mèxic), Josephine (Oregon) i Randall (Texas, Estats Units).
A l'interior de la Terra, l'olivina existeix en el mantell superior a profunditats menors que 410 km i es creu que la ringwoodita és present a la zona de transició a una profunditat d'aproximadament 520-660 km. Les discontinuïtats en l'activitat sísmica a uns 410, 520, i 660 km de profunditat s'han atribuït als canvis de fase que impliquen l'olivina i els seus polimorfs. Es creu que la discontinuïtat a una profunditat de 520 km és causada per la transició de la wadsleyita (fase beta) a ringwoodita (fase gamma), mentre que a 660 km de profunditat la discontinuïtat és causada per la transformació de fase de la ringwoodita a bridgmanita i magnesiowüstita.

## Cicle de l'aigua i tectònica de plaques
Es creu que la ringwoodita present en la meitat inferior de la zona de transició exerceix un paper fonamental en la dinàmica del mantell, i que les propietats plàstiques de la ringwoodita poden ser crítiques per determinar el flux del material en aquesta part del mantell. La solubilitat de l'ió hidròxid en la ringwoodita és important a causa de l'efecte de l'hidrogen sobre la reologia. Un equip d'investigadors de les universitats de Northwestern i Nou Mèxic a càrrec de l'investigador i geòleg Gonzalo Preto, van publicar a Science l'any 2014 un treball en què afirmen que en el mantell hi ha grans quantitats de ringwoodita que resulten fonamentals per explicar el cicle de l'aigua al planeta Terra. Aquest mineral actua com una esponja per contenir aigua en forma química i, juntament amb el procés de deshidratació a altes temperatures i pressions en el mantell, ajuda a dinamitzar la tectònica de plaques i explica l'origen de l'aigua al planeta Terra, degut al fet que es tracta d'un mineral abundant en els meteorits. Com que la zona de transició entre el mantell superior i inferior de la Terra ajuda a controlar la magnitud del transport de massa i calor a tot el planeta, la presència d'aigua en aquesta regió, ja sigui global o localitzada, pot tenir un efecte significatiu sobre la reologia del mantell i, per tant, en la circulació del material del mantell. A les regions de zones de subducció, la regió en què la ringwoodita és estable alberga alts nivells d'activitat sísmica.
Les conclusions es fonamenten també en un descobriment publicat el març de 2014 a la revista Nature a partir d'un tros de ringwoodita trobada en un diamant expulsat per l'erupció d'una diatrema des d'una profunditat de 643 km a Juína, Mato Grosso, al Brasil. Aquest petit tros de ringwoodita, d'uns 5 mm de llarg, que és l'única mostra que existeix originària de l'interior de la Terra i, per tant, d'origen terrestre natural, contenia una sorprenent quantitat d'aigua en forma sòlida en el mineral. Aquest fet proporciona l'evidència de quantitats significatives d'aigua com a hidròxid en el mantell de la Terra. S'ha observat que la ringwoodita sintetitzada en condicions apropiades per a la zona de transició conté fins a un 2,6% d'aigua en pes. Es creu que el mantell pot contenir prop de tres vegades més aigua, en forma d'hidròxid contingut en l'estructura cristal·lina de la wadsleyita i la ringwoodita, que tota l'aigua dels oceans de la Terra combinats.